# Complejo Cuzco

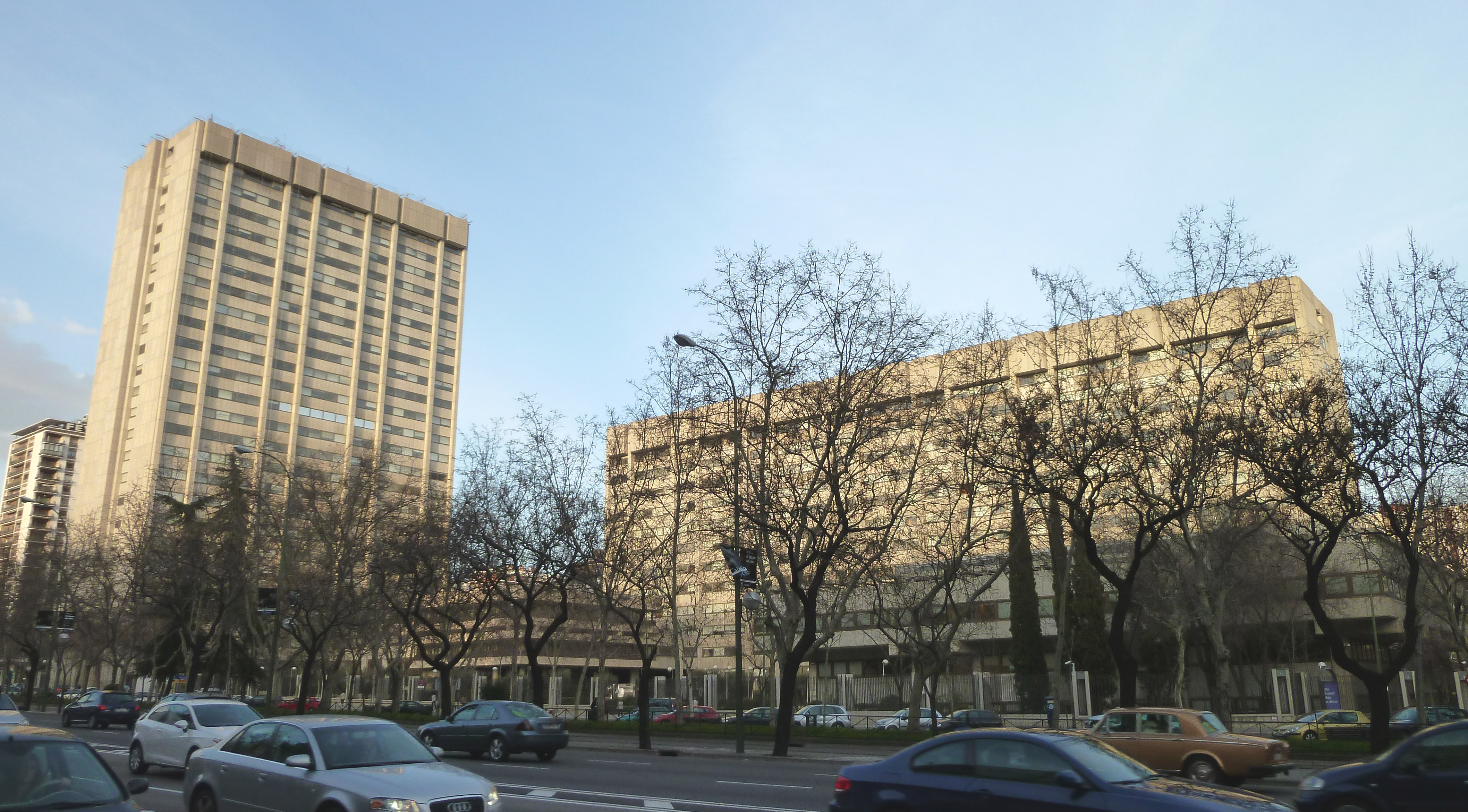
Vista frontal del Complejo Cuzco.

El Complejo Cuzco es un complejo gubernamental ubicado en el distrito de Chamartín, en la ciudad de Madrid (España). En la actualidad, acoge las sedes centrales de los ministerios de Economía, Comercio y Empresa, de Industria y Turismo, y de Ciencia, Innovación y Universidades, así como algunas unidades del Ministerio de Hacienda y del Ministerio para la Transición Ecológica y el Reto Demográfico.
La idea original de la obra es del arquitecto Antonio Perpiñá Sebriá que la ideó en la década de 1950. El complejo se construyó entre 1964 y 1980 y se encuentra situado en la manzana delimitada por el Paseo de la Castellana, las calles de Panamá y Doctor Fleming, y la Avenida de Alberto Alcocer.

## Historia

### Proyecto y construcción
Los orígenes del proyecto se remontan a 1956. Por aquella época, la Comisaría de Ordenación Urbana de Madrid convocó un concurso para diseñar un conjunto de edificios que albergara los ministerios de Industria y de Comercio. El proyecto ganador fue el del arquitecto Antonio Perpiñá Sebriá, quien propuso dos edificios: uno de planta vertical y 26 pisos para el Departamento de Comercio y otro de planta horizontal de 13 pisos para el Departamento de Industria. A estos dos edificios principales, se les añadiría un anexo a cada uno con tres plantas dos cuerpos para albergar elementos comunes a ambos ministerios.
La construcción, con cambios relevantes, empezó en 1973 con la Torre de Cuzco y continuó hasta los años 1980.

### Actualidad
En la actualidad, acoge las sedes de los ministerios de Economía, Comercio y Empresa, de Industria y Turismo, de Ciencia, Innovación y Universidades, así como algunas unidades del Ministerio de Hacienda y del Ministerio para la Transición Ecológica y el Reto Demográfico.

## Edificios

### Torre Cuzco
La Torre del Complejo Cuzco (Paseo de la Castellana 162) es el edificio más relevante, por sus 100 metros de altura y 25 plantas. Es la sede tradicional de los servicios de Economía y Comercio.

### Edificio Castellana
El edificio de planta horizontal, situado en el Paseo de la Castellana 160, consta de 13 pisos de altura y actualmente alberga los servicios centrales del Ministerio de Industria y Turismo. El año de construcción es 1973.

### Edificio Alberto Alcocer
Junto a la Torre se halla su anexo, un edificio cuya fachada principal da a la Avenida de Alberto Alcocer. Está compuesto por dos elementos; uno vertical de unas ocho plantas y uno horizontal de tres plantas que le conecta a la Torre de Cuzco. Este edificio alberga los servicios de la Secretaría de Estado de Presupuestos y Gastos y la Hermandad de Jubilados de los Ministerios de Comercio, Economía y Hacienda.

### Edificio Panamá
El edificio que da a la calle de Panamá es el anexo del Ministerio de Industria, y actualmente alberga tanto servicios de este departamento como del Ministerio de Hacienda, pues ahí se ubica el Tribunal Económico-Administrativo Central. Anteriormente, albergó la Oficina Española de Patentes y Marcas (OEPM), hasta que entre 2006 se trasladó a su nueva sede en el Paseo de la Castellana 75.

### Edificio Satélite
En el interior del complejo, adosado tanto a la torre como al edificio del Departamento de Industria, se encuentra un edificio de planta rectangular común a ambos. Es un edificio de dos plantas donde desarrollan su actividad los ministros de Economía y de Industria.

### Sótanos
La totalidad de la parcela del complejo se encuentra llena de plantas subterráneas que albergan aparcamientos, archivos, almacenes y otras instalaciones similares.